# Matherville, Illinois
Matherville je vas, ki leži v Okrožju Mercer v ameriški zvezni državi Illinois.
Po popisu prebivalstva iz leta 2000 v naselju živi 772 ljudi na 1,0 km².